# Richard Caddick
Richard Caddick (1740–1819) fue un hebraísta inglés. Revisó el Nuevo Testamento de William Robertson y agregó su propia traducción de la Carta a los Romanos.
También escribió Hebrew made Easy, or an Introduction to the Hebrew Language (El hebreo hecho fácil, o una introducción al idioma hebreo).

## Vida
Fue bautizado en 1741 en la casa de reuniones Unitaria en Moor Street, Birmingham. Se graduó en su educación por el Christ Church College, Oxford, obteniendo allí el título de B.A. el 5 de junio de 1776, y luego M.A. el 20 de junio de 1799.
En 1802 Caddick publicó tres sermones: ‘True Christianity,’ ‘Peace the Christian's Happiness,’ y ‘Counsel for Christians.’ En 1805 El emitió propuestas para impresión y suscripción de una edición en hebreo e inglés del Book of Common Prayer ([Libro de oración común]]), una edición comentada del Antiguo y del Nuevo Testamento en hebreo y en inglés, y ‘Un Volumen de Sermones predicados en las Iglesias Parroquiales y en las cercanías a las Ciudades de Londres y Westminster de 1780 a 1804.’ Parece, sin embargo, que ninguna de esas obras se publicaron hasta la actualidad. Durante los últimos cuatro años de su vida, vivió cerca de Londres en Whitehall, en Islington, y en Fulham, en donde falleció el 30 de mayo de 1819.